# Omar Gutiérrez (político)
Omar Gutiérrez (Neuquén, 24 de septiembre de 1967) es un político y contador argentino.   Fue gobernador de la provincia del Neuquén desde 2015 hasta 2023.

## Biografía
Es economista nacional, egresado de la Universidad Nacional del Comahue. Desde mediados de los años 90 ocupó diversos cargos en la administración pública provincial. Entre 1999 y 2003 se desempeñó primero como prosecretario administrativo y luego como secretario en la Legislatura provincial. En 2003 fue elegido concejal de la Ciudad de Neuquén, en donde se desempeñó hasta 2005. Luego fue presidente del directorio del Banco Provincial de Neuquén.
Se desempeñó como ministro de Economía y Obras Públicas de la provincia de Neuquén, siendo designado por el gobernador Jorge Sapag, desde 2011 hasta 2015. Miembro del Movimiento Popular Neuquino (MPN), por el mismo fue elegido gobernador de la provincia en las elecciones de 2015 y reelegido en las elecciones de 2019.